# Immokalee
Immokalee es un lugar designado por el censo ubicado en el condado de Collier en el estado estadounidense de Florida. En el Censo de 2010 tenía una población de 24.154 habitantes y una densidad poblacional de 400,86 personas por km².

## Geografía
Immokalee se encuentra ubicado en las coordenadas 26°25′26″N 81°25′18″O / 26.42389, -81.42167. Según la Oficina del Censo de los Estados Unidos, Immokalee tiene una superficie total de 60.26 km², de la cual 58.8 km² corresponden a tierra firme y (2.42%) 1.46 km² es agua.

## Demografía
Según el censo de 2010, había 24.154 personas residiendo en Immokalee. La densidad de población era de 400,86 hab./km². De los 24.154 habitantes, Immokalee estaba compuesto por el 43.15% blancos, el 18.89% eran afroamericanos, el 1.01% eran amerindios, el 0.17% eran asiáticos, el 0.17% eran isleños del Pacífico, el 32.52% eran de otras razas y el 4.1% pertenecían a dos o más razas. Del total de la población el 75.63% eran hispanos o latinos de cualquier raza.